# Metilparabeno

O metilparabeno também conhecido pela marca Nipagin é um éster metílico do ácido 4-hidroxibenzóico que contém, no mínimo, 98% e, no máximo 102% de C8H8O3 utilizado como conservante.

## Descrições
1. Pó cristalino, branco ou incolor;
2. Pouco solúvel em água, facilmente solúvel em acetona, etanol e éter etílico; Apesar de ser pouco solúvel em água ele é usado para a conservação de substâncias aquosas, em contrapartida, o propilparabeno é utilizado para a conservação de substâncias oleosas.
3. Faixa de fusão: 125 °C a 128 °C.